# 稲荷山古墳出土鉄剣
| 稲荷山古墳出土鉄剣（国宝）埼玉県立さきたま史跡の博物館展示。左は表面、右は裏面。 |  | 稲荷山古墳出土鉄剣（国宝）埼玉県立さきたま史跡の博物館展示。左は表面、右は裏面。 |
| 稲荷山古墳出土鉄剣（国宝）埼玉県立さきたま史跡の博物館展示。左は表面、右は裏面。 |  |                                                                                  |

稲荷山古墳出土鉄剣（いなりやまこふんしゅつどてっけん）は、1968年に埼玉県行田市の埼玉古墳群の稲荷山古墳から出土した鉄剣。1983年に同古墳から出土した他の副葬品とともに国宝に指定された。「金錯銘鉄剣（きんさくめいてっけん）」とも称される（「金錯」は「金象嵌（きんぞうがん）」の意味）。
所有者は日本国（文化庁）で、埼玉古墳群近くの埼玉県立さきたま史跡の博物館内で、窒素ガスを封入したケースに保管・展示されている。(約73.5cm)

## 銘文発見の経緯
1968年に行われた稲荷山古墳の後円部分の発掘調査の際、画文帯環状乳神獣鏡や多量の埴輪とともに鉄剣が出土した。1978年、腐食の進む鉄剣の保護処理のためX線による検査が行われた。その際、鉄剣の両面に115文字の漢字が金象嵌で表されていることが判明する（新聞紙上でスクープとなり社会に広く知れ渡ったのは1978年9月）。その歴史的・学術的価値から、同時に出土した他の副葬品と共に1981年に重要文化財に指定され、2年後の1983年には国宝に指定された。
当初、古墳の発掘は愛宕山古墳で行われる予定であったが、崩壊の危険があるため稲荷山古墳に変更された。

## 銘文の内容
（表）
辛亥年七月中記乎獲居臣上祖名意富比垝其児多加利足尼其児名弖已加利獲居其児名多加披次獲居其児名多沙鬼獲居其児名半弖比
（裏）
其児名加差披余其児名乎獲居臣世々為杖刀人首奉事来至今獲加多支鹵大王寺在斯鬼宮時吾左治天下令作此百練利刀記吾奉事根原也
漢字六書の仮借から銘文の漢字一字を読み一字とした場合、書かれている文字に読点を打って解釈すると、
「辛亥の年七月中、記す。ヲワケの臣。上祖、名はオホヒコ。其の児、（名は）タカリのスクネ。其の児、名はテヨカリワケ。其の児、名はタカヒシ（タカハシ）ワケ。其の児、名はタサキワケ。其の児、名はハテヒ。（以上は表面）」
「其の児、名はカサヒヨ（カサハラ）。其の児、名はヲワケの臣。世々、杖刀人の首と為り、奉事し来り今に至る。ワカタケル（『カク、ワク』+『カ、クワ』+『タ』+『ケ、キ、シ』+『ル、ロ』）の大王の寺、シキの宮に在る時、吾、天下を左治し、此の百練の利刀を作らしめ、吾が奉事の根原を記す也。（以上は裏面）」

## 特色
115文字という字数は日本のみならず他の東アジアの例と比較しても多い。この銘文が日本古代史の確実な基準点となり、その他の歴史事実の実年代を定める上で大きく役立つことになった。
また、1873年（明治6年）、熊本県玉名郡和水町（当時は白川県）にある江田船山古墳からは銀象嵌銘大刀が出土した。この鉄刀の銘文にも当時の大王の名が含まれていたが、保存状態が悪く、肝心の大王名の部分も字画が相当欠落していた。この銘文は、かつては「治天下𤟱□□□歯大王」と読み、「多遅比弥都歯大王」（日本書紀）または「水歯大王（反正天皇）」（古事記）にあてる説が有力であった。しかし稲荷山古墳出土の金錯銘鉄剣の銘文が発見されたことにより、「獲□□□鹵大王」 を「獲加多支鹵大王（ワカタケル大王、雄略天皇）」にあてる説が有力となっている。このことから、つまり5世紀後半にはすでに大王の権力が九州から東国まで及んでいたと解釈される。

## 金象嵌の材質
2000年と翌2001年に実施された金象嵌の材質調査（蛍光X線分析）によって、象嵌に使われている金には銀の含有量が少ないもの（10%ほど）と多いもの（30%ほど）の2種類あることが判明した。その2種類の金は、表は35字目、裏は47字目から下の柄側には銀の含有量が少ないもの、切先側には銀の含有量が多いものが使われている。2種類の純度の違う（結果として輝きの異なる）金を鉄剣銘文の上下で使い分けた理由は不明である。

## 考証

### 年代
「辛亥年」は471年が定説であるが一部に531年説もある。
通説通り471年説をとると、ヲワケが仕えた獲加多支鹵大王は、日本書紀の大泊瀬幼武（オオハツセワカタケ）天皇、すなわち21代雄略天皇となる。銘文に獲加多支鹵大王が居住した宮を斯鬼宮として刻んでいる雄略天皇が居住した泊瀬朝倉宮とは異なるものの、当時の磯城郡には含まれていることにはなり21代雄略天皇の考古学的な実在の実証となっている。
田中卓は、斯鬼宮と刻んだ理由を雄略天皇以前の数代の天皇は磯城郡以外に宮を置いており、当時の人にとって磯城宮といえば雄略天皇の宮のことであったためであるとし、記紀で雄略天皇の宮を泊瀬朝倉宮と呼ぶのは後世に他の天皇が磯城郡に置いた宮と区別するためそう呼称したものであるとした。

### オホヒコ
銘文にある「オホヒコ」について、『日本書紀』崇神天皇紀に見える四道将軍の1人「大彦命」とみなす考えがある。

### 記された人物の関係について
一般的に、「児〇〇」はその前の人物の子供であることを示しているとされているが、『海部氏系図』が親子関係に拘らず、国造や祝の地位を継承した族長を「児〇〇」と記していることから、鉄剣の銘文に記された人物達は親子関係ではないとする説も存在する。

### 「杖刀人」について
乎獲居臣の「杖刀人首」とは「上番先で組織された杖刀人の中での首」ということであり、出身母体の長を意味するわけではない。上述の「杖刀」に関する訓の比定（タチワキ）から後の律令制時代における武官の一つの「帯刀舎人（タチワキトネリ）」の前身とする説がある。

## 復元
2007年（平成19年）、メトロポリタン美術館特別顧問の小川盛弘、刀匠の宮入法廣らが鉄剣の復元を企画。刀身彫刻師、研師など各分野の職人が賛同し、同年2月に制作を開始した。しかし、鉄の素材や鍛えの回数、象嵌、砥石などで問題が噴出し、試作や実地調査を繰り返して当時に近い物を割り出すなどの末に、ようやく2013年（平成25年）6月に完成、11月13日に埼玉県に寄贈した。11月14日（埼玉県民の日）から、埼玉県立さきたま史跡の博物館で特別公開された。